# Baron Colepeper

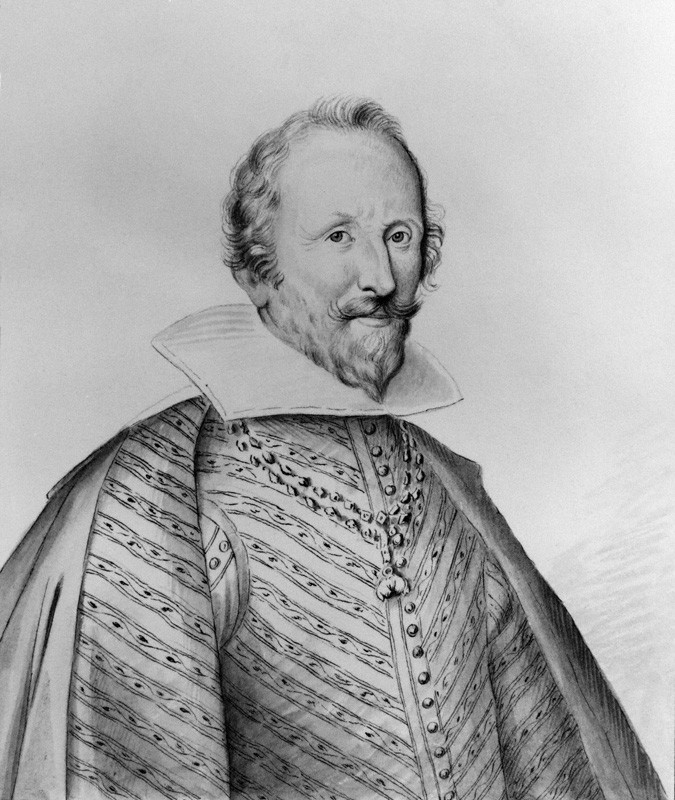
John Colepeper, 1. Baron Colepeper

Baron Colepeper, of Thoresway, war ein erblicher britischer Adelstitel in der Peerage of England.

## Verleihung und nachgeordnete Titel
Der Titel wurde am 21. Oktober 1644 per Letters Patent für Sir John Colepeper of Bedgebery (auch Culpeper) geschaffen. Dieser war 1640 Unterhausabgeordneten für Kent, 1642 Chancellor of the Exchequer und von 1643 bis 1660 Master of the Rolls.
Familiensitze der Barone waren Hollingbourne Manor und ab 1660 Leeds Castle, beide bei Maidstone in Kent gelegen.
Der Titel erlosch beim Tod des vierten Barons am 25. Juni 1725.

## Liste der Barone Colepeper (1640)
- John Colepeper, 1. Baron Colepeper (1600–1660)
- Thomas Colepeper, 2. Baron Colepeper (1635–1689)
- John Colepeper, 3. Baron of Colepeper (1640–1719)
- Cheney Colepeper, 4. Baron Colepeper (1642–1725)

## Trivia
Die Familie der Barone beteiligte sich intensiv am Aufbau der Kolonie Virginia und hielt dort erheblichen Grundbesitz. Das heutige Culpeper County in Virginia wurde 1749 rückwirkend nach dem 2. Baron Colepeper benannt, der 1677 bis 1683 Gouverneur der Kolonie Virginia war.